# Thiều Sơn
Thiều Sơn (chữ Hán giản thể: 韶山市) là một thành phố cấp phó địa khu thuộc địa cấp thị Tương Đàm, tỉnh Hồ Nam, Cộng hòa Nhân dân Trung Hoa. Thành phố này có diện tích 210 ki-lô-mét vuông, dân số năm 2006 là 103.000 người. Mã số bưu chính là 411300, mã vùng điện thoại là 0732. Chính quyền thành phố đóng ở. Về mặt hành chính, thành phố Thiều Sơn được chia thành 2 trấn, 2 hương.
- Trấn: Thanh Khê, Ngân Điền.
- Hương: Thiều Sơn, Dương Lâm.